# Fina Torres
Josefina Torres Benedetti (Caracas, Venezuela, 9 de octubre de 1951) es una directora y productora de cine venezolana.

## Biografía
Estudió diseño, periodismo y fotografía en Venezuela. Luego viajó a París, donde procedió con sus estudios de cine en el Institute des Hautes Études Cinématographiques (IDHEC), y luego de graduarse, ejerció como editora, operadora de cámara y script, mientras desarrollaba sus propios proyectos de cortometraje y documental.
En 1985 ganó el premio Caméra d'Or del Festival de Cannes, por su ópera prima, la película Oriana. En 1993 coescribió, produjo y dirigió la película Mecánicas celestes, protagonizada por la española Ariadna Gil. En el 2000 dirigió a otra española, Penélope Cruz, en la comedia romántica Las mujeres arriba, para la empresa norteamericana Fox Searchlight Pictures. En 2010, escribió y dirigió la cinta Habana Eva, con la venezolana Prakriti Maduro como protagonista, una película desarrollada en La Habana, Cuba. En el año 2014 estrenó Liz en septiembre con Patricia Velásquez y Eloísa Maturén.
En la actualidad reside en Los Ángeles, California; donde prepara sus proyectos cinematográficos. [cita requerida]

## Premios y distinciones
Festival Internacional de Cine de Cannes
| Año  | Categoría   | Película | Resultado |
| ---- | ----------- | -------- | --------- |
| 1985 | Caméra d'or | Oriana   | Ganador   |

- 2015 SouthWest Gay and Lesbian FF, Audience Award Winners, Best Feature
- 2015 Atlanta's Out On Film, Best Women's Feature
- 2015 Festival LesGaisCineMad, España, Premio del Público
- 2015 Festival Sant Andreu de la Barca, Mejor Película Extranjera
- 2015 Out Film CT: Connecticut Gay & Lesbian Film Festival
- 2015 Winner Best Feature Audience Award Miami Gay & Lesbian Film Festival

Habana Eva
- 2011 Mejor Película, Premio Mesquite Festival de Cine en San Antonio, Texas, USA
- 2010 Mejor Película, Festival Internacional de Cine Latino en Nueva York, USA.
- 2010 Mejor Película y Segundo Premio, de la Audiencia Festival Internacional de Cine Latino en Los Ángeles, USA
- 2010 Mejor Película, de la Audiencia Festival Internacional de Cine Amazonas, Manaos, Brasil
- 2010 Mejor Largometraje, de Ficción Nacional Festival de Cine Latinoamericano y Caribeño de Margarita.
- 2010 Mejor Actriz, de Reparto Festival Internacional de Cine de Mérida, Venezuela. 2010
- 2010 Premio Cines Unidos, Caracas, Venezuela, Cineasta venezolana con mayor trayectoria internacional

WOMAN ON TOP
- 2000 Selección Oficial Festival de Cannes "Un Certain Regard"
- 2001 Nominada para Mejor Director, Premio Alma.
- 2001 Opening Night en el Festival Internacional Latino de Cine, Los Ángeles Laliff, USA
- 2001 Opening Night en el Festival Internacional de Cine de Múnich, Alemania

MECANICAS CELESTES
- 1996 Premio Especial Festival de Cine en Washington, USA
- 1996 Premio Nacional ANAC Mejor Película Venezolana
- 1996 Gran Premio del Jurado Outstanding Narrative Feature, Festival Outfest, Los Ángeles, USA
- 1995 Premio del Público, Festival de Namur, Bélgica

ORIANA
- 1985 Selección Oficial Festival de Nueva York, USA
- 1985 Hugo de Bronce, Festival Internacional de Cine en Chicago, USA
- 1985 Catalina de Oro (Golden Catalina) Mejor Película, Festival Internacional de Cine Cartagena, Colombia
- 1985 Glauber Rocha´s, Mejor Película en Idioma Español, Festival Internacional de Cine Figueira da Foz
- 1985 Revista Mujeres, Premio en el Festival Internacional de Cine Figueira da Foz
- 1985 Mención de Honor de la Oficina Católica en el Festival Internacional de Cine Figueira da Foz.
- 1985 Mención de Honor del Jurado y Mención de Honor de la Oficina Católica, Festival Internacional de Cine Manheim, Alemania
- 1986 Premios Nacionales y Municipales de Caracas: Mejor Directora, Mejor Guion, Mejor Fotografía, Mejor Actriz.
- 1986 Premio Ateneo de Caracas.

## Filmografía

### Títulos como directora
- Oriana (película) (1985)[4]
- Mecánicas celestes (1996)[4]
- Woman on Top (2000)[4]
- Habana Eva (2010)[4]
- Liz en septiembre (2014)

### Como guionista en películas no realizadas por ella
- Le tailleur autrichien (1993)[4]
- From Prada to Nada (2011)[4]